# Jonathan Osorio
Jonathan Osorio (Toronto, 1992. június 12. –) kanadai válogatott labdarúgó, a Toronto középpályása és csapatkapitánya.

## Pályafutása

### Klubcsapatokban
Osorio a kanadai fővárosban, Torontoban született. Az ifjúsági pályafutását a Brampton Youth és a Clarkson Sheridan csapataiban kezdte, majd 2010-ben az uruguayi Nacional akadémiájánál folytatta.
2012-ben mutatkozott be az SC Toronto felnőtt csapatában. 2013. február 27-én az észak-amerikai első osztályban szereplő Torontohoz igazolt. Először a 2013. március 9-ei, Sporting Kansas City elleni mérkőzésen, Terry Dunfield cseréjeként lépett pályára. Első gólját 2013. március 30-án, a LA Galaxy elleni találkozón szerezte meg. A 2013-as szezon után próbajátékon szerepelt az angol Huddersfield Town és a német Werder Bremen csapatainál. 2017-ben megnyerte a klubbal a bajnokságot.

### A válogatottban
Osorio az U20-as korosztályú válogatottban is képviselte Kanadát.
2013-ban debütált a felnőtt válogatottban. Először a 2018. május 27-ei, Costa Rica ellen 1–0-ra elvesztett mérkőzés 69. percében, Samuel Piettet váltva lépett pályára. Első válogatott gólját 2017. január 22-én, Bermuda ellen 4–2-re megnyert barátságos mérkőzésen szerezte meg.

## Statisztikák
2024. augusztus 28. szerint
| Klub     | Szezon   | Osztály  | Bajnokság | Bajnokság | Kupa  | Kupa | Nemzetközi | Nemzetközi | Összesen | Összesen |
| Klub     | Szezon   | Osztály  | Meccs     | Gól       | Meccs | Gól  | Meccs      | Gól        | Meccs    | Gól      |
| -------- | -------- | -------- | --------- | --------- | ----- | ---- | ---------- | ---------- | -------- | -------- |
| Toronto  | 2013     | MLS      | 28        | 5         | 1     | 1    | —          | —          | 29       | 6        |
| Toronto  | 2014     | MLS      | 27        | 3         | 0     | 0    | —          | —          | 27       | 3        |
| Toronto  | 2015     | MLS      | 30        | 1         | 0     | 0    | —          | —          | 30       | 1        |
| Toronto  | 2016     | MLS      | 36        | 4         | 4     | 2    | —          | —          | 40       | 6        |
| Toronto  | 2017     | MLS      | 32        | 2         | 4     | 0    | —          | —          | 36       | 4        |
| Toronto  | 2018     | MLS      | 30        | 10        | 4     | 3    | 9          | 4          | 43       | 17       |
| Toronto  | 2019     | MLS      | 28        | 7         | 4     | 0    | 2          | 0          | 34       | 7        |
| Toronto  | 2020     | MLS      | 19        | 1         | 0     | 0    | —          | —          | 19       | 1        |
| Toronto  | 2021     | MLS      | 24        | 4         | 3     | 1    | 2          | 1          | 29       | 6        |
| Toronto  | 2022     | MLS      | 23        | 9         | 3     | 0    | —          | —          | 26       | 9        |
| Toronto  | 2023     | MLS      | 21        | 4         | 0     | 0    | 2          | 0          | 23       | 4        |
| Toronto  | 2024     | MLS      | 17        | 1         | 3     | 1    | 3          | 0          | 23       | 2        |
| Összesen | Összesen | Összesen | 315       | 51        | 26    | 8    | 18         | 5          | 359      | 64       |

### A válogatottban
| Válogatott | Év       | Pályára lépés | Gól |
| ---------- | -------- | ------------- | --- |
| Kanada     | 2013     | 8             | 0   |
| Kanada     | 2014     | 1             | 0   |
| Kanada     | 2015     | 4             | 0   |
| Kanada     | 2016     | 3             | 0   |
| Kanada     | 2017     | 3             | 2   |
| Kanada     | 2018     | 3             | 1   |
| Kanada     | 2019     | 9             | 1   |
| Kanada     | 2020     | 3             | 1   |
| Kanada     | 2021     | 15            | 2   |
| Kanada     | 2022     | 11            | 0   |
| Kanada     | 2023     | 11            | 2   |
| Kanada     | 2024     | 11            | 0   |
| Kanada     | 2025     | 2             | 0   |
| Összesen   | Összesen | 84            | 9   |

#### Góljai a válogatottban
| # | Időpont             | Helyszín                                                      | Ellenfél                 | Gólok | Eredmény | Kiírás                                          |
| - | ------------------- | ------------------------------------------------------------- | ------------------------ | ----- | -------- | ----------------------------------------------- |
| 1 | 2017. január 22.    | Bermudai Nemzeti Stadion, Hamilton, Bermuda                   | Bermuda                  | 1–1   | 4–2      | Barátságos mérkőzés                             |
| 2 | 2017. szeptember 2. | BMO Field, Toronto, Kanada                                    | Jamaica                  | 2–0   | 2–0      | Barátságos mérkőzés                             |
| 3 | 2018. szeptember 9. | IMG Academy, Bradenton, Amerikai Egyesült Államok             | Amerikai Virgin-szigetek | 1–0   | 8–0      | 2019–2020-as CONCACAF-nemzetek ligája-selejtező |
| 4 | 2019. szeptember 7. | BMO Field, Toronto, Kanada                                    | Kuba                     | 4–0   | 6–0      | 2019–2020-as CONCACAF-nemzetek ligája (A liga)  |
| 5 | 2020. január 7.     | Orange County Great Park, Irvine, Amerikai Egyesült Államok   | Barbados                 | 3–1   | 4–1      | Barátságos mérkőzés                             |
| 6 | 2021. július 11.    | Children's Mercy Park, Kansas City, Amerikai Egyesült Államok | Martinique               | 2–1   | 4–1      | 2021-es CONCACAF-aranykupa                      |
| 7 | 2021. október 7.    | Estadio Azteca, Mexikóváros, Mexikó                           | Mexikó                   | 1–1   | 1–1      | 2022-es VB-selejtező                            |
| 8 | 2023. március 28.   | BMO Field, Toronto, Kanada                                    | Honduras                 | 4–1   | 4–1      | 2022–2023-as CONCACAF-nemzetek ligája (A liga)  |
| 9 | 2023. július 4.     | Shell Energy Stadion, Houston, Amerikai Egyesült Államok      | Kuba                     | 2–0   | 4–2      | 2023-as CONCACAF-aranykupa                      |

## Sikerei, díjai
Toronto
- MLS
  - Bajnok (1): 2017
  - Ezüstérmes (2): 2016, 2019

- Kanadai Kupa
  - Győztes (4): 2016, 2017, 2018, 2020
  - Döntős (5): 2014, 2019, 2021, 2022, 2024

- CONCACAF-bajnokok ligája
  - Döntős (1): 2018

- Campeones Cup
  - Döntős (1): 2018

 Kanadai válogatott
- CONCACAF Nemzetek ligája
  - Ezüstérmes (1): 2022–23

Egyéni
- A CONCACAF-bajnokok ligája gólkirálya: 2018 (4 góllal)
- CONCACAF-bajnokok ligája Best XI: 2018